# Мизуни, Эмна
Эмна Мизуни (араб . آمنة الميزوني, род. 1987) — тунисская активистка онлайн-правозащитница, независимый журналист, эксперт по коммуникациям и руководитель бизнеса. После успешной помощи в подготовке RightCon Tunis, в июле 2019 года она была назначена членом глобального совета директоров Access Now, международной некоммерческой правозащитной группы, действующей в сфере открытого Интернета. В марте 2013 года Мизуни стал соучредителем «Карфагены», инициативы, направленной на создание интереса к культурному наследию Туниса в стране и за рубежом. В августе 2019 года на конференции Викимедиа в Стокгольме она была удостоена звания Викимедийца 2019 года за её ведущую роль в развитии арабских и африканских общин, а также за её успех в продвижение истории и культуры Туниса.

## Образование
Выросшая в столице Туниса, городе Тунисе, Эмна Мизуни поступила в Лицей Хазнадар в округе Ле Бардо в 2006 году. Затем она училась в Высшей школе коммерции (ESCT) в Тунисе, где сначала окончила факультет менеджмента (2009), а затем продолжила обучение, получив степень магистра в области маркетинга, деловых переговоров и коммуникаций (2011). После учёбы она работала в области маркетинга, а также журналистом и радиоведущей. В июне 2012 года Эмна была назначена сотрудником по маркетингу и коммуникациям в Британском Совете .

## Карьера
После «арабской весны» Мизуни осознала, что знания об истории и культуре её страны, к сожалению, отсутствуют. В результате, вместе с другими сотрудниками, она основала «Карфагену» (от Карфагена, древнего названия Туниса), которая была разработана для популяризации культурного наследия Туниса. Профессор Сафван Масри упомянул в своей книге «Тунис арабская аномалия», что во время их встречи Эмна рассказала ему о «значении осознания тунисцами их разнообразной и общесредиземноморской истории после жасминовой революции, поскольку они создают свое будущее». В 2017 году, будучи руководителем проекта, она объяснила: «После революции многие люди задавались вопросом о нашей идентичности. Разные представления о нашей истории и культуре показали, как мало мы действительно знали о нашем богатом культурном наследии». Вместе с Википедией и Wikimedia Commons она организовала фотоконкурсы, посвященные объектам тунисского наследия, в результате чего участники представили сотни фотографий в сотрудничестве с проектом GLAM Викимедиа. Это привело к проекту «Карфагины» «MedinaPedia», позволяющему получать доступ к информации о достопримечательностях Медины Туниса на мобильных телефонах через QR-коды. Другой проект GLAM был осуществлён под руководством Мизуни; викирезидент в Тунисской епархиальной библиотеке, в партнерстве с Библиотекой и Архиепархией Туниса. Викирезидентом стал один из основателей «Карфагены» Зейнеб Такути, документ о принятии его в штат подписал архиепископ Иларио Антониацци. Мизуни также видела в «Карфагене» стимул для молодых людей деятельно проявлять интерес к своей стране, а не просто следовать скучным школьным урокам истории..
Эмна Мизуни также является представителем сети прав женщин Карама в Тунисе и вместе с Лейлой Бен-Гасем и Зейнебом Такути является основателем некоммерческой организации Digital Citizenship, которая облегчает доступ к информации о цифровой грамотности для маргинализированных групп. Эмна также является куратором Global Shapers, Тунис, организации, занимающейся социальным бизнесом, гражданством и культурой.
После успешной помощи в подготовке RightCon Tunis, в июле 2019 года она была назначена членом глобального совета директоров Access Now, международной некоммерческой правозащитной группы, намеревающейся работать в открытом Интернете. В августе 2019 года на конференции Викимедиа в Стокгольме она была удостоена звания Викимедийца 2019 года за свою роль в развитии арабских и африканских общин, а также за успехи в популяризации истории и культуры Туниса.
Кэтрин Маэр, исполнительный директор Фонда Викимедиа, поблагодарила Мизуни за её усилия: «Эмна — неутомимый защитник и поборник свободных знаний. Её работа, сотрудничество и страсть к сохранению культурного наследия Туниса открыли культуру, людей и историю Туниса для остального мира».

## Избранные публикации
- 2018: Mizouni, Emna: Evaluation de la stratégie de communication d’un nouveau media, Editions universitaires européennes, ISBN 978-3-639-50786-7[15]